# Matt Milne
Matt Milne (Hereford, 18 de noviembre de 1990) es un actor británico.

## Vida y carrera
Milne nació en Hereford, West-Midlands.
En 2010, apareció en la película de Steven Spielberg, War Horse basada en la novela homónima de Michael Morpurgo haciendo de un personaje que no figura en el libro: Andrew, un granjero.
Se graduó de la Universidad de East Anglia en Artes en 2011.
Durante otoño de 2011, Milne participó en la obra de teatro de Orfeo y Eurídice en Old Vic Tunnels.
Ya que War Horse fue lanzado entre finales de 2011 y principios de 2012, Milne se unió a Downton Abbey como Alfred. Hizo su primera aparición en Downton Abbey en el primer episodio de la tercera temporada y continuó hasta el último episodio de la cuarta temporada en 2013. Viajó al Bronx para grabar el cortometraje de Chuck MacLean, Marmalade.
Milne fue parte de la obra de teatro Margaret Thatcher: Queen of Soho durante 2014, y de Dangerous Corner. También dirigió el documental What's the craic?!.
Hizo de Gus, en Modern Life Is Rubbish, estrenada a finales de 2018 2016. Su documental Oppression: Life in the migrant camp outside Calais fue lanzado también ese año.

## Filmografía
| Año       | Título                 | Papel              | Notas         |
| --------- | ---------------------- | ------------------ | ------------- |
| 2011      | War Horse              | Andrew Easton      |               |
| 2012      | Wrath of the Titans    | Guardia de élite 1 |               |
| 2012-2013 | Downton Abbey          | Alfred Nugent      |               |
| 2014      | Marmalade              | Rory               | Cortrometraje |
| 2014      | Process                | Man                | Cortomtraje   |
| 2015      | Dusha Shpiona          | Voces adicionales  |               |
| 2016      | Arnika                 | Paul               | Cortometraje  |
| 2017      | Modern Life Is Rubbish | Gus                |               |